# Gare d'Arnemuiden
La gare d'Arnemuiden (en néerlandais station Arnemuiden) est une gare néerlandaise située à Arnemuiden, dans la province de la Zélande.

## Situation ferroviaire
La gare est située sur la ligne Rosendael - Flessingue, desservant la péninsule zélandaise formée par Zuid-Beveland et Walcheren.

## Service voyageurs
Les trains s'arrêtant à la gare d'Arnemuiden font partie du service assuré par les Nederlandse Spoorwegen reliant Flessingue à Rosendaël.